# Genaxinus otagoensis
Genaxinus otagoensis är en musselart som först beskrevs av Suter 1913.  Genaxinus otagoensis ingår i släktet Genaxinus och familjen Thyasiridae. Inga underarter finns listade i Catalogue of Life.